# Priyanka Arul Mohan
Pour les articles homonymes, voir Mohan.
Priyanka Arul Mohan, née le 20 novembre 1995, est une actrice indienne, qui joue principalement dans des films en langues télougou et tamoule.

## Biographie
Priyanka Arul Mohan naît le 20 novembre 1995, en Inde, à Madras, d'une mère kannadiga et d'un père tamoul,.
Dans sa jeunesse, elle est scolarisée à Madras. Elle joue dans quelques pièces de théâtre et ses parents la soutiennent dans son exploration d'une carrière artistique.
Elle est détentrice d'un diplôme d'ingénieur au PES Institute of Technology (PESIT) de Bangalore,.

## Parcours professionnel
En 2019, Priyanka Arul Mohan débute en tant qu'actrice en obtenant, à la suite d'une séance photo, un rôle en langue kannada, dans le film Ondh Kathe Hella, ainsi qu'en langue télougou, dans le film Nani's Gang Leader, réalisé par Vikram Kumar. La même année, elle joue dans la version anglaise du film bilingue Mayan, un thriller fantastique réalisé par Rajes Kanna ; premier film tamoul à être également réalisé en anglais. 
En 2021, elle joue en langue télougou dans Sreekaram, ainsi dans ses débuts en langue tamoule dans le film Doctor, réalisé par Nelson Dilipkumar, puis joue également un rôle principal, dans cette même langue, dans Don, avec l'acteur Sivakarthikeyanréalisé par Ciby Chakaravarthi.
Priyanka Arul Mohan obtient le rôle féminin principal du film tamoul Etharkkum Thunindhavan, réalisé par Pandiraj, aux côtés de l'acteur Suriya Sivakumar, dont la vidéo promotionnelle est diffusée le 16 janvier 2022. La sortie est annoncée pour le 4 février 2022.

## Filmographie
- 2019 : Ondh Kathe Hella : Aditi (en langue kannada)
- 2019 : Nani's Gang Leader : Priya (en langue télougou)
- 2021 : Sreekaram : Chaitra (en langue télougou)
- 2021 : Doctor : Padmini (en langue tamoule)
- 2022 : Don : Angayarkanni (en langue tamoule)
- 2022 : Etharkkum Thunindhavan : Aadhini (en langue tamoule)[10]